# Карабулак (Майлинский сельский округ)
Карабула́к (каз. Қарабұлақ) — упразднённое село в Аягозском районе Восточно-Казахстанской области Казахстана. Ликвидировано в 2013 году. Входило в состав Майлинского сельского округа. Код КАТО — 633467200.

## Население
В 1999 году население села составляло 58 человек (29 мужчин и 29 женщин). По данным переписи 2009 года, в селе проживало 17 человек (10 мужчин и 7 женщин).